# XBIZ Award for Best Actor - Parody Release
L'XBIZ Award for Best Actor - Parody Release è un premio pornografico assegnato all'attore votata come migliore in una scena parodia dalla XBIZ, l'ente che assegna gli XBIZ Awards, uno dei maggiori premi del settore.
Come per gli altri premi, viene assegnato nel corso di una cerimonia che si svolge a Los Angeles, solitamente nel mese di gennaio, tra il 2013 e il 2017, salvo poi esser sostituito l'anno successivo dal Best Actor - Comedy Movie.

## Vincitori

### Anni 2010
| Anno | Vincitrice   | Titolo                                  |
| ---- | ------------ | --------------------------------------- |
| 2013 | Seth Gamble  | Star Wars XXX: A Porn Parody            |
| 2014 | Seth Gamble  | Grease XXX: A Parody                    |
| 2015 | Tommy Pistol | Not Jersey Boys XXX: A Porn Musical     |
| 2016 | Ryan Ryder   | Peter Pan XXX: An Axel Braun Parody     |
| 2017 | Tommy Pistol | Suicide Squad XXX: An Axel Braun Parody |